# Międzyleś (gromada w powiecie wołomińskim)
Międzyleś – dawna gromada, czyli najmniejsza jednostka podziału terytorialnego Polskiej Rzeczypospolitej Ludowej w latach 1954–1972.
Gromady, z gromadzkimi radami narodowymi (GRN) jako organami władzy najniższego stopnia na wsi, funkcjonowały od reformy reorganizującej administrację wiejską przeprowadzonej jesienią 1954 do momentu ich zniesienia z dniem 1 stycznia 1973, tym samym wypierając organizację gminną w latach 1954–1972.
Gromadę Międzyleś z siedzibą GRN w Międzylesiu utworzono – jako jedną z 8759 gromad na obszarze Polski – w powiecie wołomińskim w woj. warszawskim, na mocy uchwały nr VI/10/23/54 WRN w Warszawie z dnia 5 października 1954. W skład jednostki weszły obszary dotychczasowych gromad Dąbrowica, Grabów, Franciszków, Józefin, Jaźwie, Międzyleś, Międzypole, Pawłów, Rudniki, Szczepanek, Szlędaki i Wólka Dąbrowicka ze zniesionej gminy Międzyleś w tymże powiecie. Dla gromady ustalono 27 członków gromadzkiej rady narodowej.
31 grudnia 1961 do gromady Międzyleś włączono wsie Beredy, Borucza, Gołębiowizna, Kąty Wielgie i Paluchy ze zniesionej gromady Kąty-Miąski w tymże powiecie.
1 stycznia 1969 do gromady Międzyleś włączono przysiółek Stasinów z gromady Ostrówek w tymże powiecie.
Gromada przetrwała do końca 1972 roku, czyli do kolejnej reformy gminnej.